# 김명환 (축구 선수)
김명환(한국 한자: 金名煥, 1987년 3월 6일 ~ )은 대한민국의 전 축구 선수이며, 포지션은 수비수였다.